# Hematúria
En medicina, s'anomena hematúria a la presència d'eritròcits a l'orina. És un signe de diverses patologies del ronyó, les vies urinàries (urèter, bufeta urinària, uretra) o la pròstata. Aquest rang de patologies n'inclou algunes de molt lleus i algunes de letals, de manera que l'hematúria no es pot considerar un signe per a determinar la gravetat d'una malaltia. Si, a més, es troben leucòcits, es pot considerar un signe d'infecció urinària.
No s'ha de confondre amb hemoglobinúria que és la presència d'hemoglobina (però no d'hematies) en l'orina.

## Etiologia
Les causes més comunes d'hematúria són:
- Infecció del tracte urinari per algunes espècies bacterianes incloses les soques d'Escherichia coli i Staphylococcus saprophyticus, per virus, malalties de transmissió sexual (en particular en les dones).[1]
- Càlculs renals o ureterals
- Hiperplàsia benigna de pròstata, en homes grans, especialment els més grans de 50

Altres causes menys comunes d'hematúria són:
- Malalties renals:[1] per exemple la nefropatia per IgA ("malaltia de Berger") que es produeix durant les infeccions virals en pacients predisposats.
- Trauma (per exemple, als ronyons).
- Tumors i/o càncer al sistema urinari,[1] per exemple el càncer de bufeta urinària o carcinoma de cèl·lules renals
- L'esquistosomosi urinària (causada per l'Schistosoma haematobium): una de les principals causes d'hematúria en molts països d'Àfrica i Orient Mitjà;
- Infecció o inflamació de pròstata (prostatitis)[1]
- Síndrome de Fraley